# Hilton Santa Fe Historic Plaza
El Hilton Santa Fe Historic Plaza, anteriormente conocido como Santa Fe Hilton Hotel Inn es un hotel inaugurado en 1973, situado en el centro histórico de Santa Fe, Nuevo México, Estados Unidos.
El hotel fue edificado en parcela de cuatro acres que comprendía dos residencias históricas del siglo XVIII de época española. Se trataba de casas de la familia Ortiz, una de las de mayor antigüedad de la ciudad de Santa Fe. En concreto, la casa Nicolás Ortiz III se convirtió en la tienda de regalos del hotel y la casa Antonio José Ortiz se convirtió en el restaurante y salón del hotel.

## Historia
En 1970, Springer Corporation de Albuquerque presentó una oferta a la Junta de Renovación Urbana de Santa Fe para desarrollar y construir un hotel de motor con franquicia Hilton de 153 habitaciones y $ 3,5 millones en la zona. La oferta de Springer requería la preservación de los adobes Ortiz. Se aceptó la oferta de Springer y la propiedad se transfirió en octubre de 1971 por 390,607. En mayo de 1972 se llevó a cabo una ceremonia inaugural a la que asistió el gobernador Bruce King. El edificio principal del hotel era una estructura de tres pisos y dos niveles diseñada por el arquitecto William W. Ellison en el estilo territorial tradicional de la ciudad con 161 habitaciones.
Durante la construcción, las debilidades de los adobes históricos requirieron la reconstrucción de varios muros y el reemplazo de algunos de los ladrillos de adobe originales. También se construyó un muro de contención para soportar la casa de Nicolás Ortiz. El hotel se completó en enero de 1973 y se hizo conocido como Santa Fe Hilton Hotel Inn.
En febrero de 1974, Springer vendió los hoteles Hilton de Santa Fe y Albuquerque a Bridewell Development Corp., con sede en Dallas El hotel se sometió a una renovación de $ 3 millones a fines de 1985. El hotel fue rebautizado como Hilton Santa Fe Historical Plaza en 2005.
Es miembro de los Hoteles Históricos de América.